# 那慕爾區
那慕爾區（法語：Arrondissement de Namur）是比利時那慕爾省的一个区。該區轄下16個市鎮，面積1,164.85平方公里，2020年1月1日人口為317951人。

## 市鎮
那慕爾區下辖以下市鎮：
| - 昂代讷（Andenne） - 阿塞斯（Assesse） - 埃格泽（Éghezée） - 费内尔蒙（Fernelmont） - 弗洛雷夫（Floreffe） - 福斯城（Fosses-la-Ville） - 让布卢（Gembloux） - 热沃（Gesves） | - 桑布尔河畔热梅普（Jemeppe-sur-Sambre） - 拉布吕耶尔（La Bruyère） - 梅泰（Mettet） - 那慕爾（Namur） - 奥埃（Ohey） - 普罗丰德维尔（Profondeville） - 桑布勒维尔（Sambreville） - 松布雷夫（Sombreffe） |